# سرگرمی خانگی

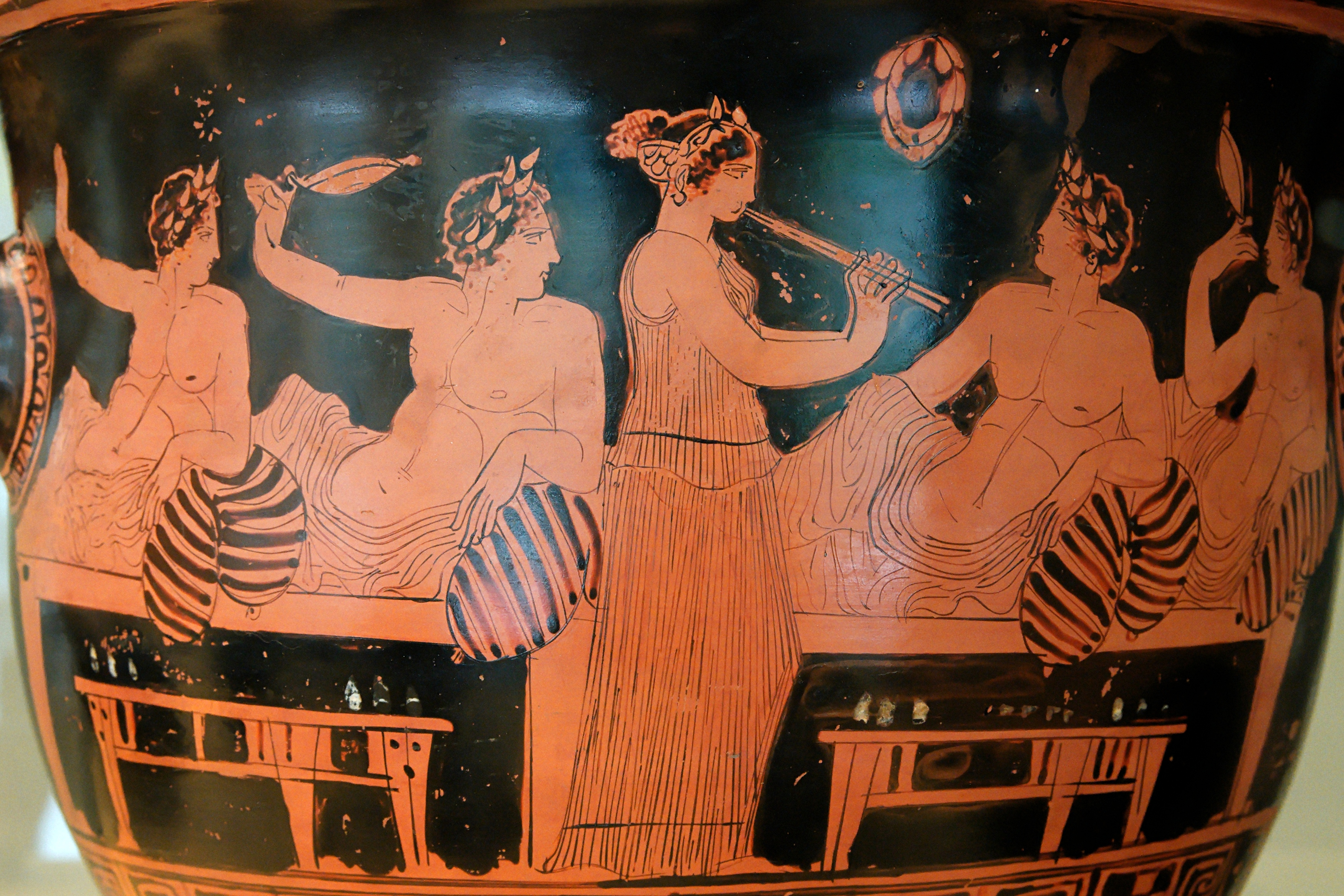
میهمانداران در حال بازی کوتابوس و دختری در حال بازی در آولوس. یونان (حدود ۴۲۰ سال پیش از میلاد) سرگرمی ضیافت و موسیقی از زمانهای قدیم دو سرگرمی مهم بوده‌است.

سَرگَرمی خانگی (به انگلیسی: amusement)، یک فعالیت تفریحی در اوقات فراغت است که توجه مخاطبان را جلب می‌کند و به آنها لذت می‌بخشد. این فعالیت می‌تواند یک ایده یا یک کار باشد، اما به احتمال زیاد یکی از فعالیت‌ها یا رویدادهایی است که طی هزاران سال به‌طور خاص با هدف جلب توجه مخاطبان گسترش یافته‌است.
دلیل اصلی روی آوردن مردم به سرگرمی‌های خانگی علاقه، لذت بردن و استفاده از اوقات فراغت است تا دستاوردهای مالی یا علمی.
از میان فعالیت‌های مربوط به سرگرمی خانگی می‌توان به جمع‌آوری مجموعه‌ها، ساختن کاردستی، پرداختن به ورزش‌ها و گذراندن دوره‌های آموزشی و هنر‌ی اشاره کرد. پرداختن به یک سرگرمی خانگی می‌تواند به ورزیدگی، کسب دانش و تجربه‌های با ارزش بینجامد، اما هدف اصلی سرگرمی‌های خانگی رضایتمندی شخصی است.